# Eulonchopria gaullei
Eulonchopria gaullei är en biart som först beskrevs av Joseph Vachal 1909.  Eulonchopria gaullei ingår i släktet Eulonchopria och familjen korttungebin. Inga underarter finns listade i Catalogue of Life.